# Campeonato Europeo de Remo de 1895
El III Campeonato Europeo de Remo se celebró en Ostende (Bélgica) en 1895 bajo la organización de la Federación Internacional de Sociedades de Remo (FISA).
En total se disputaron cuatro pruebas diferentes, todas ellas en la categoría masculina.

## Resultados

### Masculino
| Evento                 | Oro                                                                                                   | Plata | Bronce |
| ---------------------- | --- | --- | --- |
| Scull individual M1X   | Friedrich Miller · Bélgica                                                                            | Vittorio Leone Italia | Jaroslav Langhaus Imperio austrohúngaro                                                                                                   |
| Dos con timonel M2+    | Jules Demaré Gabriel Sartori NC (t) Francia                                                           | Edouard Lescrauwaet · Auguste Lescrauwaet · NC (t) · Bélgica                                                                                           | Vittorio Leone Federico Costa NC (t) Italia                                                                                               |
| Cuatro con timonel M4+ | Jules Demaré Joyet Paul Cocuet Gabriel Sartori NC (t) Francia                                         | Edouard Lescrauwaet · Auguste Lescrauwaet · Charles Lescrauwaet · Jules Lescrauwaet · NC (t) · Bélgica                                                 | Ettore Sebastiani Fortunato Barbini Alfonso Taddei Ezio Carlesi Gragnani (t) Italia                                                       |
| Ocho con timonel M8+   | Jules Demaré Joyet Paul Cocuet Gabriel Sartori Dirauer Dupont Jacques Jansen Chaigneau NC (t) Francia | François Goossens · François Jansen · Léon Dickman · Jean Troch · Edmond Nolf · Victor Henrickx · Léopold De Bloe · Georges Boisson · NC (t) · Bélgica | Ernesto Vettori Italo Ponis Cino Ceni Giuseppe Belli Arturo Innocenti Goretto Goretti Giorgio Bensa Cesare Galardelli G. Pucci (t) Italia |

## Medallero
| Núm. | País                  | Oro | Plata | Bronce | Total |
| ---- | --------------------- | --- | ----- | ------ | ----- |
| 1    | Francia               | 3   | 0     | 0      | 3     |
| 2    | Bélgica               | 1   | 3     | 0      | 4     |
| 3    | Italia                | 0   | 1     | 3      | 4     |
| 4    | Imperio austrohúngaro | 0   | 0     | 1      | 1     |
|      | TOTAL                 | 4   | 4     | 4      | 4     |